# Monsieur Link
Pour plus de détails, voir Fiche technique et Distribution.
Monsieur Link (Missing Link), ou Le Chaînon Manquant au Québec, est un film d'animation américain réalisé par Chris Butler, sorti en 2019. Il remporte le Golden Globe 2020 du meilleur film d'animation.

## Synopsis
Sir Lionel Frost, gentleman anglais, manque une nouvelle fois sa chance de rentrer dans le club des aventuriers et explorateurs de Londres en détruisant son appareil contenant une photo de Nessie. À son retour, il reçoit une mystérieuse lettre lui proposant de rencontrer un sasquatch. Enivré par cette nouvelle, il passe un pari avec Lord Piggot-Dunceby, s'il ramène la preuve de l’existence du sasquatch, il sera admis au club.
Il se rend aux États-Unis ou il rencontre l'auteur de la lettre, le sasquatch en question, que Sir Lionel nomme M. Link (ou M. Chaînon au Québec) et qui souhaite se rendre en Himalaya pour trouver d'autres membres de son espèce.  Ils sont accompagnés dans leur voyage par Adelina Fortnight, un ancien amour de Sir Lionel.
De son côté Piggot-Dunceby s'assure de ne pas perdre son pari et engage Willard Stenk, un tueur à gage, pour empêcher le trio de réussir.

## Fiche technique
- Titre original : Missing Link
- Titre français : Monsieur Link
- Titre québécois : Le Chaînon Manquant
- Réalisation : Chris Butler
- Scénario : Chris Butler
- Musique : Carter Burwell
- Décors : Nelson Lowry
- Costumes : Deborah Cook
- Animation : Alex Angelis et Brad Schiff
- Photographie : Chris Peterson
- Montage : Stephen Perkins
- Production : Arianne Sutner et Travis Knight
- Sociétés de production : Laika et Annapurna Pictures
- Sociétés de distribution : Metropolitan Filmexport (France) ; Entract Films (Québec)
- Pays d'origine :  États-Unis
- Genre : animation
- Durée : 95 minutes
- Dates de sortie :
  - Russie : 4 avril 2019
  - Belgique : 10 avril 2019
  - États-Unis : 12 avril 2019
  - Québec : 12 avril 2019
  - France : 17 avril 2019

## Distribution
- Zach Galifianakis (VF : Éric Judor ; VQ : Laurent Paquin) : Monsieur Link / Susan (Monsieur Chaînon au Québec)
- Hugh Jackman (VF : Thierry Lhermitte ; VQ : Marc Dupré) : Sir Lionel Frost
- Zoe Saldana (VF : Daniela Labbe Cabrera ; VQ : Magalie Lépine-Blondeau) : Adelina Fortnight
- Stephen Fry (VF : Féodor Atkine ; VQ : Guy Nadon) : Lord Piggot-Dunceby
- Timothy Olyphant (VF : Patrice Dozier ; VQ : Patrick Chouinard) : Willard Stenk
- Emma Thompson (VF : Isabelle Gardien ; VQ : Élise Bertrand) : Dora l'Ancienne
- Matt Lucas (VF : Pierre Tessier ; VQ : François Caffiaux) : M. Collick
- Amrita Acharia (VF : Jade Phan-Gia) : Ama Lhamu, un guide de montagne
- Ching Valdez-Aran (VF : Hélène Patarot) : Gamu
- David Walliams (VF : Elliott Jenicot) : M. Lemuel Lint
- Humphrey Ker : (VF : Thierry Garet) : le général Pugh

## Distinctions

### Récompense
- Golden Globes 2020 : Meilleur film d'animation[1]

### Nomination
- Oscars 2020 : Meilleur film d'animation[2]